# Pucciano
Pucciano (Pucciani, O' Petraro in dialetto locale) è una località di Nocera Superiore. Forma, con la zona del Petraro, la frazione di Petraro-Pucciano.

## Geografia
Locata alle falde del Monte Albino, la località confina con la frazione di Pareti, con la quale è conurbata. Si divide nella zona più antica, arroccata alle falde del monte e in quella moderna, che va verso il torrente Cavaiola. 
Confina inoltre con le frazioni di San Pietro e San Clemente.

## Storia

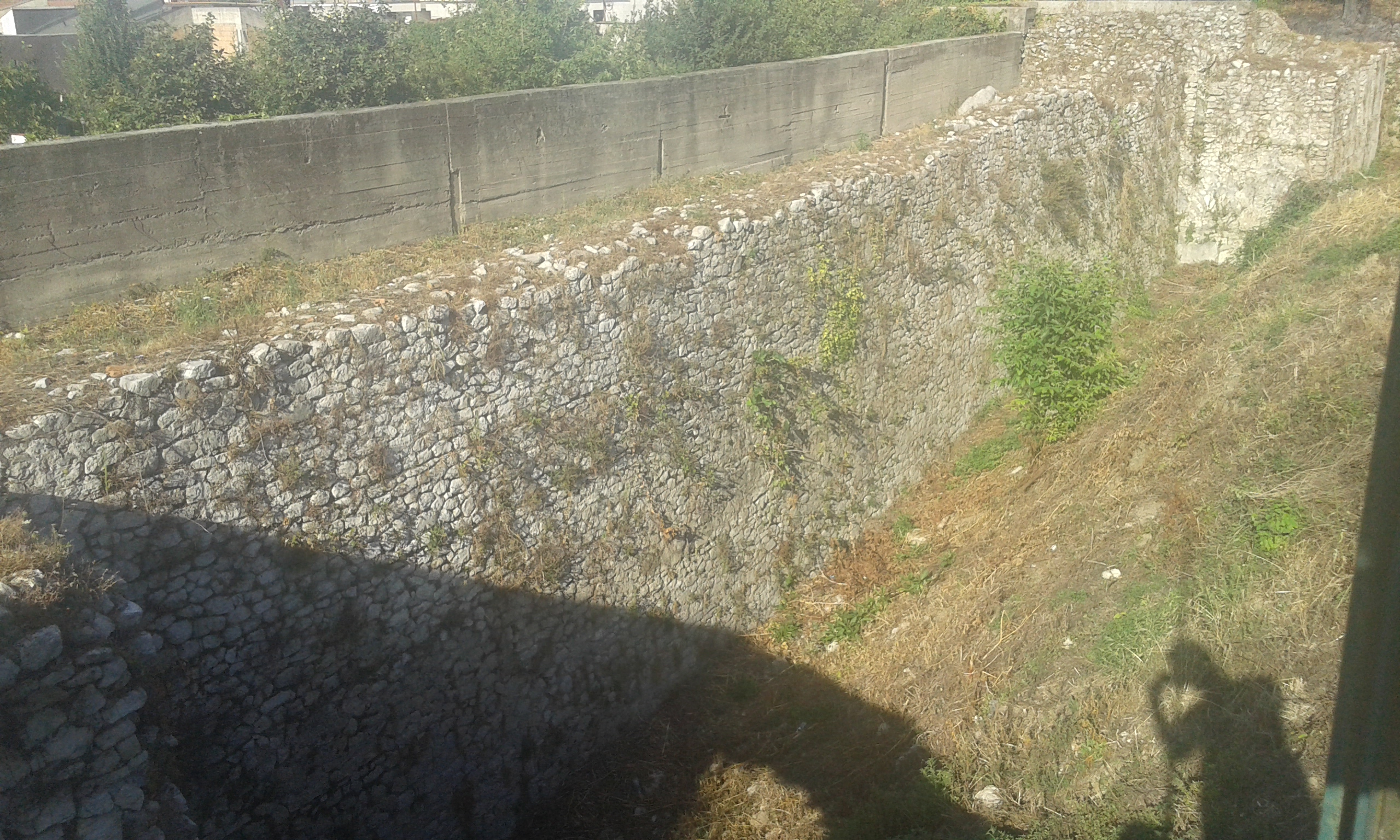
Tratto di antiche mura, presso il campo sportivo

La storia vuole che, intorno al VI secolo a.C. popolazioni locali osche diedero origine al primitivo insediamento di Nuceria, localizzato tra le frazioni Pareti e Pucciano, in località chiamate ancora oggi Oschito e Trebulonia. Questo luogo fu scelto per la sua favorevole posizione geografica, in quanto è prossimo a sorgenti d'acqua e ha un retroterra fertilissimo e protetto dai venti.
Parte dell'antica Nuceria Alfaterna, l'attuale località corrisponde alle mura meridionali della città.
Nella zona è presente una cavità ai piedi del Monte Albino, conosciuta come Grotta di Annibale, è credenza locale che il comandante cartaginese si sia riparato, insieme al suo esercito, in questo luogo durante l'assedio di Nuceria del 216 a.C.
Nella zona di Pareti, vi sorse anche il teatro ellenistico-romano. Dopo la Battaglia dei Monti Lattari le mura dell'antica Nuceria perdono la loro funzione difensiva. La città comincia a spopolarsi. Nel 601, la città cadrà definitivamente in mano longobarda.
Nel X secolo, per difendere dalle incursioni saracene, la firmitas nova nucerina, fu completato il sistema di difesa, grazie alla nascita di strutture difensive nella zona.
La prima attestazione di Pucciano risale all'857, quando nel Codex diplomaticus cavensis si fa menzione di "subtu monte lebinu ub pucianu locatur".
Dai carteggi vi è anche la testimonianza di due chiese dedicate a San Prisco (probabilmente identificabile con l'abbazia benedettina) e Sant'Adiutore (oggi scomparsa). Databile attorno all'XI secolo, in loco di Pasciano (riconducibile a Pucciano) era presente una chiesa abbaziale il cui santo titolare era Sant'Elia.

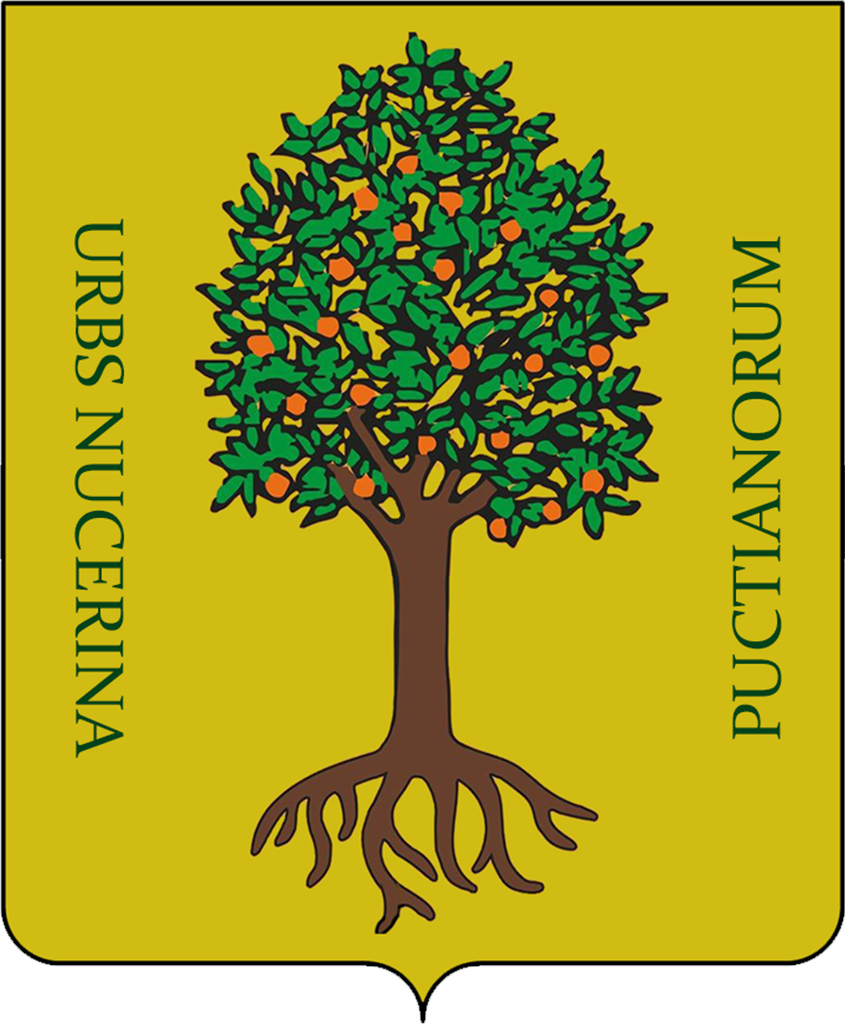
Stemma dell'antica università di Pucciano

Il piccolo centro di Pucciano (insieme a Pareti) fece parte della Universitas Pucciani tra il 1570 ed il 1580, antecedentemente e poi successivamente, è stato parte di Nocera Corpo, sia come università che come ente comunale, fino al 1834. Nel 1851 divenne parte del comune di Nocera Superiore.
Tra le famiglie autorevoli che vi risiedevano sono da ricordare i De Ruggiero, i Dattilo, i Villano e i Fabbricatore (che ha fornito anche il sindaco: Luzio).
Nel dopoguerra, Pucciano visse una vera e propria espansione, di fatti l'abitato iniziò aa allargarsi verso il torrente Cavaiola e la SS18, nacque quindi l'area residenziale e moderna del borgo di Pucciano, che finì per conurbare con la vicina Pareti.

## Chiesa di San Giovanni

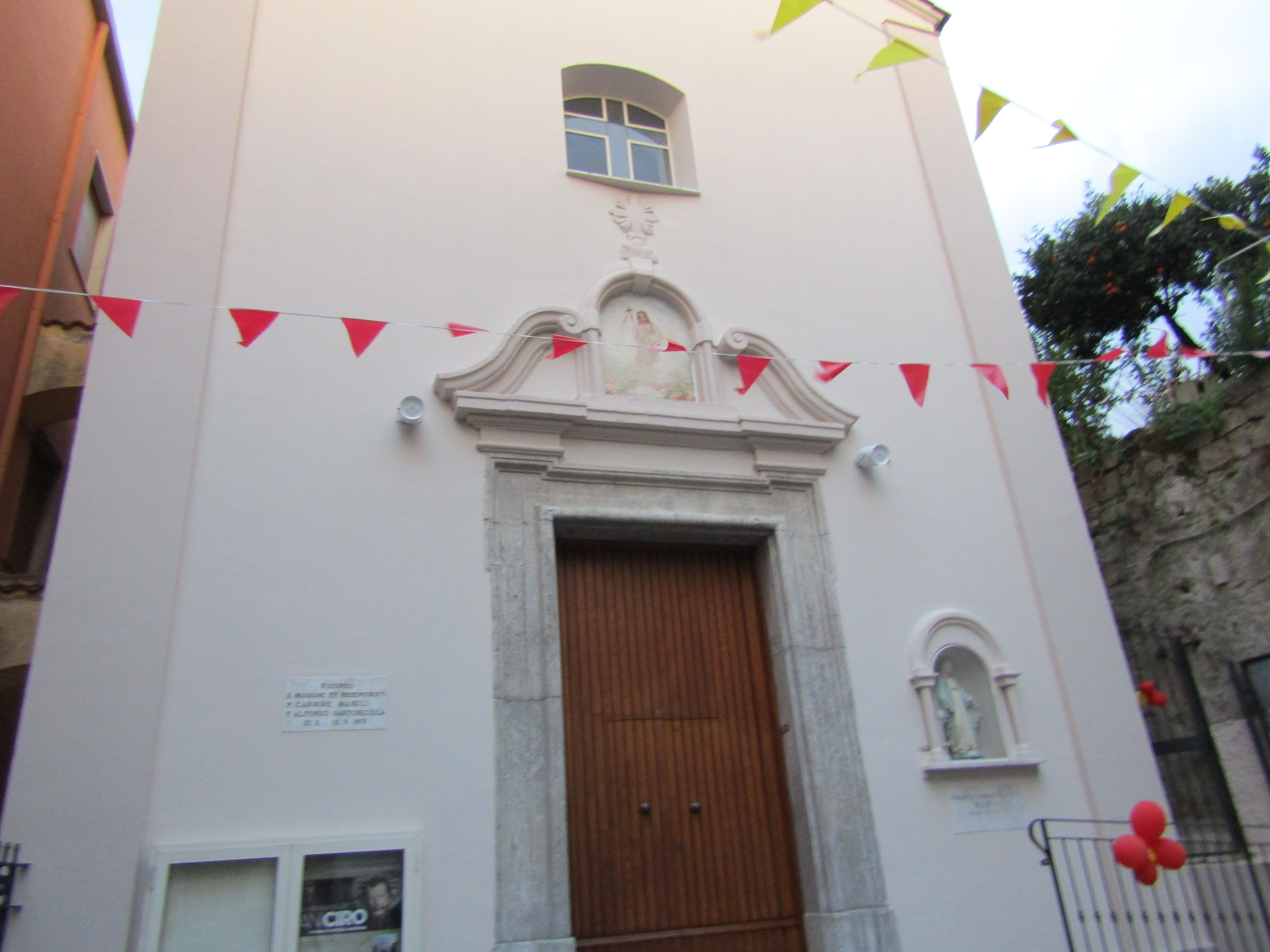
L'antica Chiesa di san Giovanni Battista

L'antica chiesa di San Giovanni Battista si trova al centro dell'abitato di Pucciano.
Chiesa edificata nel XVIII secolo, rimase lesionata durante il terremoto del 1980. La chiesa è stata ristrutturata e riaperta nel 1995 e successivamente ha subito altri lavori di restauro nel 2017.
Al suo interno era conservata una copia settecentesca della Madonna d'Alba ad opera di Elia D'Alessio, allievo del Solimena, trafugata nel 1973.
La chiesa, nella forania di Nocera Superiore-Roccapiemonte, è a capo dei rioni di Pucciano, San Pietro e Pareti.

## Cultura
Ogni venerdì santo si tiene la Processione dei Misteri per le strade delle località di Pucciano, Pareti e San Clemente.
Alle porte di Pucciano sorge Villa de Ruggiero, la quale, oltre a contenere la vasta collezione di reperti appartenuti alla potente famiglia puccianese, ospita il museo delle arti applicate.

## Sport
A Pucciano si trova un campo sportivo comunale, usato dalla Nocerina per svolgere i suoi allenamenti.